# Karsavul, Taşova
Karsavul là một xã thuộc huyện Taşova, tỉnh Amasya, Thổ Nhĩ Kỳ. Dân số thời điểm năm 2010 là 127 người.